# Donacia fastuosa
Donacia fastuosa es una especie de insecto coleóptero de la familia Chrysomelidae.
Fue descrita científicamente en 1962 por Khnzorian.